# زمین‌لرزه ۱۹۱۸ شانتو
زمین‌لرزه شانتو  در تاریخ ۱۳ فوریه ۱۹۱۸ میلادی، برابر با ‎۲۴ بهمن ۱۲۹۶، ساعت ۶:۰۷:۱۳ به زمان یوتی‌سی در چین ، منطقه شانتو رخ داد. ژرفای این زلزله ۱۵ کیلومتر بود. بزرگی آن ۷٫۲ در مقیاس Mw اعلام شده‌است. زمین‌لرزه به وقت محلی در روز چهارشنبه، ساعت ۱۴ روی داده و منطقه زمانی آن یوتی‌سی +۸ بوده‌است .
سازمان زمین‌شناسی آمریکا نیز جای این زمین‌لرزه را در مختصات ۲۳°۳۰′شمالی ۱۱۷°۱۲′شرقی / ۲۳٫۵°شمالی ۱۱۷٫۲°شرقی و بزرگی آنرا برابر با ۷٫۳ در مقیاس ریشتر اعلام کرده‌است. ژرفای گزارش شده از سوی این سازمان ۲۳ کیلومتر می‌باشد.
شمار کشتگان زلزله حدود ۱۰۰۰۰ نفر بوده‌است.